# سوت‌زن پری‌شاهرخی
سوت‌زن پری‌شاهرخی (نام علمی: Pachycephala orioloides)، که همچنین به عنوان سوت گلوزرد (که منجر به اشتباه گرفتن آسان با Pachycephala macrorhyncha می‌شود)، یک گونه از پرندگان تیرهٔ سوت‌زنان (Pachycephalidae) است که بومی جزایر سلیمان (مجمع‌الجزایر) است.
نه زیرگونه شناخته‌شده دارد.